# Rachael Carpani
Rachael Ann Carpani (Sídney, Nueva Gales del Sur; 24 de agosto de 1980) es una actriz australiana, conocida por interpretar a Jodie Fountain en la serie estadounidense, Mcleod's Daughters.

## Biografía
Es hija de Tony un italiano y de Gael Carpani una australiana, tiene dos hermanos menores Georgia y Nick Carpani. Creció cerca de Durales, en el distrito de Sydney's Hills. 
Estudió actuación en el Australian College of Entertainment, en la Universidad de Macquarie y en la Drama Works Drama Company.
Rachael salió con el jugador de fútbol Chad Cornes.
En 2006 comenzó a salir con el actor Matt Passmore, sin embargo la relación terminó en julio de 2011.

## Carrera
Rachael es una de las caras conocidas de Telstra Next G network.
Desde 2001 hasta 2009 interpretó a Jodi Fountain McLeod en la aclamada serie de televisión australiana Mcleod's Daughters, apareció en 179 episodios. Abandonó la serie para continuar su carrera en los Estados Unidos. 
Rachael actuó en la película Hating Alison Ashley, protagonizada por Delta Goodrem, y apareció en un episodio de la serie médica All Saints.
En 2008 interpretó a la reportera Susan Shapiro en la serie Scorched.
Actuó en el piloto de la CBS de Law Dogs con Janeane Garofalo, pero la serie no llegó a salir al aire. En 2007 apareció en la serie Cane. 
En 2009 interpretó a Amy en el sexto episodio de la serie NCIS: Los Ángeles, protagonizada por Chris O'Donnell y LL Cool J.
En 2010 apareció como personaje recurrente en la serie The Glades, donde interpretó a Heather Thompson.
En 2011 interpretó a la detective Abby Kowalski en la serie Against the Wall, hasta el final ese mismo año después de que fuera cancelada.

## Filmografía

### Series de Televisión
| Año         | Título             | Personaje             | Notas                          |
| ----------- | ------------------ | --------------------- | ------------------------------ |
| 2014        | Stalker            | Kristin Patterson     | episodio "Phobia"              |
| 2011        | Against the Wall   | Det. Abby Kowalski    | 13 episodios                   |
| 2010        | The Glades         | Heather Thompson      | 3 episodios                    |
| 2009        | NCIS: Los Ángeles  | Amy                   | episodio "Keepin' It Real"     |
| 2001 - 2008 | Mcleod's Daughters | Jodie Fountain-Mcleod | 179 episodios                  |
| 2007        | Cane               | Terry Greenway        | 5 episodios                    |
| 2001        | Home and Away      | Miranda               | 2 episodios                    |
| 2001        | All Saints         | Emily Martin          | episodio "Too Little Too Late" |

### Películas
| Año  | Título                  | Personaje       | Notas                                                                                              |
| ---- | ----------------------- | --------------- | -------------------------------------------------------------------------------------------------- |
| 2019 | Torrance                | Diane           | junto a Ben Affleck                                                                                |
| 2015 | Seeds of Yesterday      | Cathy Sheffield | junto a Sammi Hanratty, Jason Lewis, James Maslow, Anthony Konechny, Leah Gibson & Nikohl Boosheri |
| 2014 | The Umbrella Man        | Annie Brennan   | junto a Carter Roy, Abbie Cobb, Rich Williams & Kevin Crowley                                      |
| 2014 | Touched                 | Emma            | junto a Elizabeth Bond, Chris Gartin, Sam Page, Doris Roberts & Tessie Santiago                    |
| 2010 | True Blue               | Tess Flynn      | junto a Marc Blucas, Poppy Montgomery & Scott Foley                                                |
| 2009 | Triangle                | Sally           | junto a Melissa George, Liam Hemsworth & Emma Lung                                                 |
| 2008 | Scorched                | Susan Shapiro   | junto a Cameron Daddo, Nathan Page, Justin Rosniak & Salvatore Coco                                |
| 2007 | Law Dogs                | Carly Owen      | junto a Josh Cooke                                                                                 |
| 2005 | Hating Alison Ashley    | Valjoy Yurken   | junto a Craig McLachlan, Saskia Burmeister, Delta Goodrem & Leah de Niese                          |
| 2000 | Ihaka: Blunt Instrument | Tara            | junto a Rebecca Gibney & Temuera Morrison                                                          |

## Premios y nominaciones
| Año  | Categoría            | Premio             | Serie              | Resultado |
| ---- | -------------------- | ------------------ | ------------------ | --------- |
| 2007 | Most Notably Actress | Gold Logie Award   | Mcleod's Daughters | Nominada  |
| 2007 | Most Popular Actress | Silver Logie Award | Mcleod's Daughters | Nominada  |